# イルスフェルト
イルスフェルト (ドイツ語: Ilsfeld) は、ドイツ連邦共和国バーデン＝ヴュルテンベルク州ハイルブロン郡に属す町村（以下、本項では便宜上「町」と記述する）で、シュトゥットガルト大都市圏の周縁部に含まれる。

## 地理

### 位置
イルスフェルトは、ハイルブロン郡南部のショツァハ川沿いに位置する。

### 隣接する市町村
イルスフェルトに隣接する市町村は、南から時計回りに、グロースボットヴァール（ルートヴィヒスブルク郡）、ネッカーヴェストハイム、ラウフェン・アム・ネッカー、タールハイム、ウンターグルッペンバッハ、アプシュタット、バイルシュタイン（以上、ハイルブロン郡）である。イルスフェルトは、アプシュタット、バイルシュタイン、ウンターグルッペンバッハとともに、イルスフェルトに本部を置く自治体行政連合「シューツァハ＝ボットヴァール」を形成する。

### 自治体の構成
イルスフェルトは、イルスフェルト地区、アプシュッターホーフ地区、アウエンシュタイン地区、ヘルフェンベルク地区、ショツァハ地区、ヴュステンハウゼン地区からなる。

## 歴史
イルスフェルトの地域には、中石器時代から新石器時代にはすでに、ヒトが定住していた。イルスフェルトの集落は、1102年の皇帝ハインリヒ4世の贈与証明書に初めて記録されている。ハインリヒは、イルスフェルトの地所をシュパイアー司教に寄贈し、これがジンスハイムにもたらされた。1157年、コンラート3世の恫喝により、イルスフェルトはシュヴァーベン大公領とされ、1386年頃、上級代官所ラウフェンの管轄下に置かれた。ヴュルテンベルクのオーバーアムト（地方行政機構）が組織された後、1808年にオーバーアムト・ベジヒハイムに組み込まれた。1938年にこのオーバーアムトが廃止されると、これに属していた他の市町村の多くとともにイルスフェルトはハイルブロン郡に編入された。

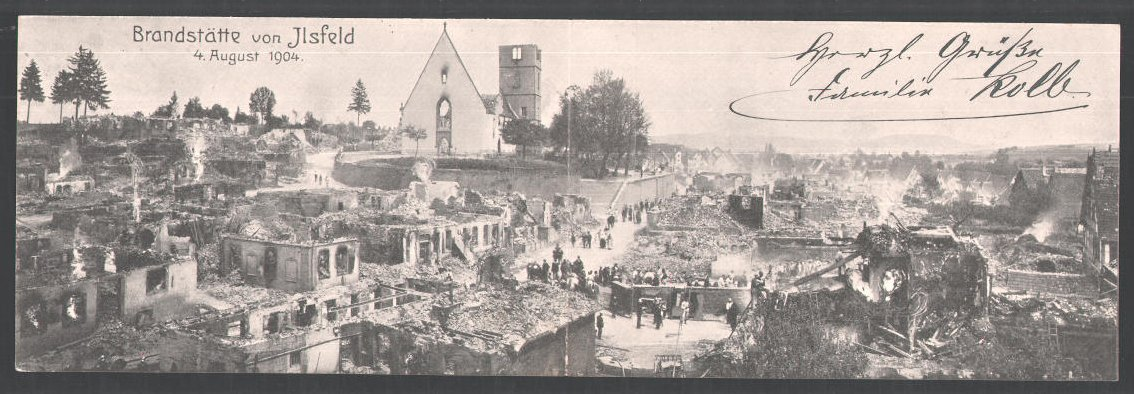
1904年の大火後

1904年8月4日、大火が起こり、町役場、学校、教会、77棟の倉庫を含む130棟の建物が焼け落ちた。物的被害総額は1,392,696帝国マルクに上った。原因は、子供がリンゴをあぶっていたアルコール・コンロを倒した事によるものであった。ヴュルテンベルクの村の消火施設のホースの継ぎ手がマチマチであったことが、消火活動の妨げとなった。この大火災はドイツ全土にショックを与えた。ヴィルヘルム2世王はじめ、数日間のうちに4万人が見学に訪れた。

### 町村合併
1971年7月1日にショツァハがイルスフェルトに合併した。1973年12月31日、独立した町村であった、イルスフェルトとアウエンシュタイン（アプシュテッターホーフとヘルフェンベルクを含む）が合併し、新しい自治体としてのイルスフェルトが発足した。

### 宗教

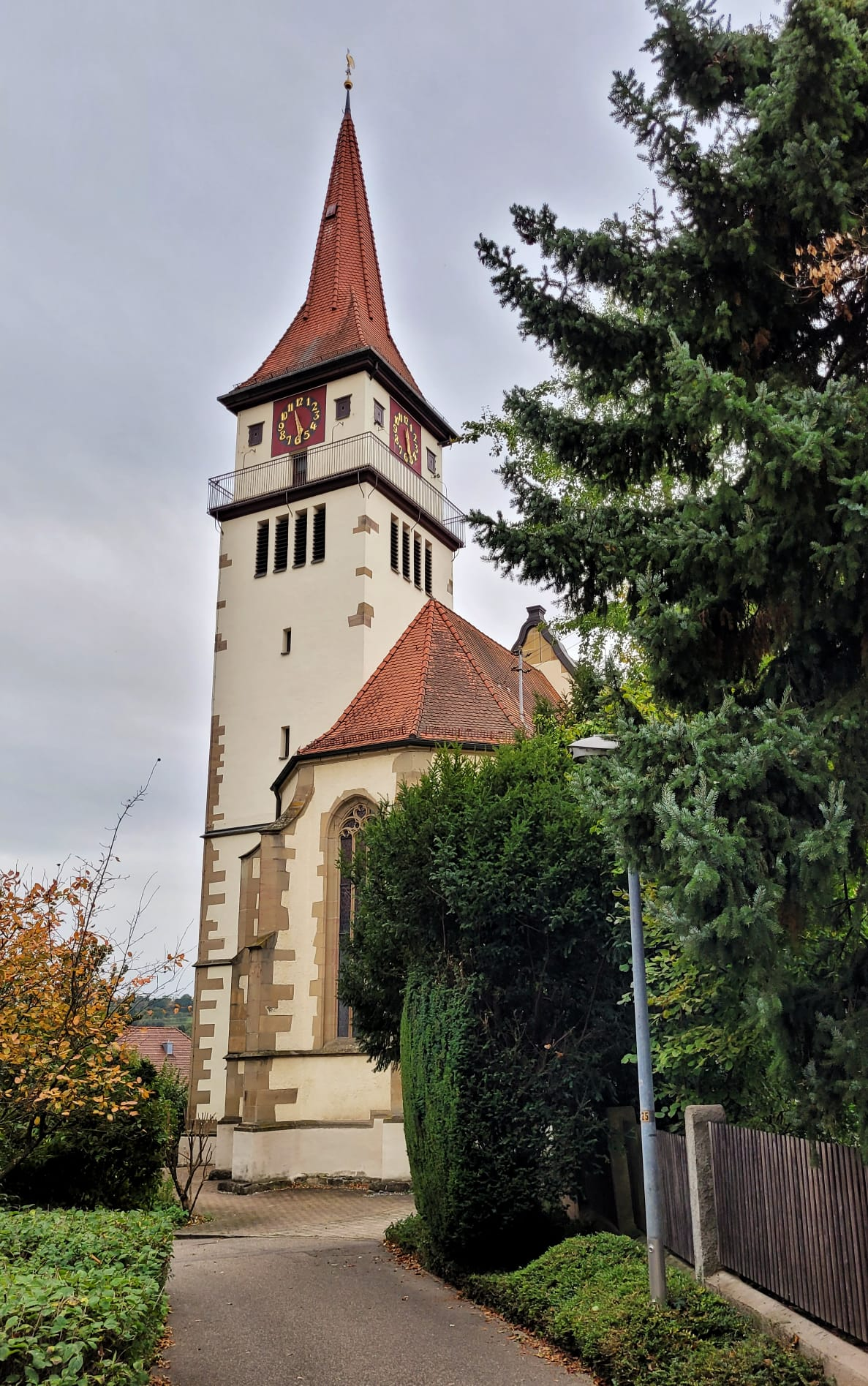
イルスフェルトのプロテスタント教会

イルスフェルトとアウエンシュタインには、それぞれ独自のプロテスタント教会がある。カトリックの信者は、ウンターグルッペンバッハのカトリック教会組織に属す。イルスフェルトには、この他に、町の中心部にメソジスト教会アプシュタット＝ハッペンバッハがある。

### 地区

#### アウエンシュタイン
アウエンシュタインは、1240年に初めて記録されている。初めは帝国直轄の村であったが、1350年までにはヴュルテンベルク領になっている。アウエンシュタインはオーバーアムト・マールバッハに属していた。1938年にこのオーバーアムトが廃止され、ハイルブロン郡に編入された。

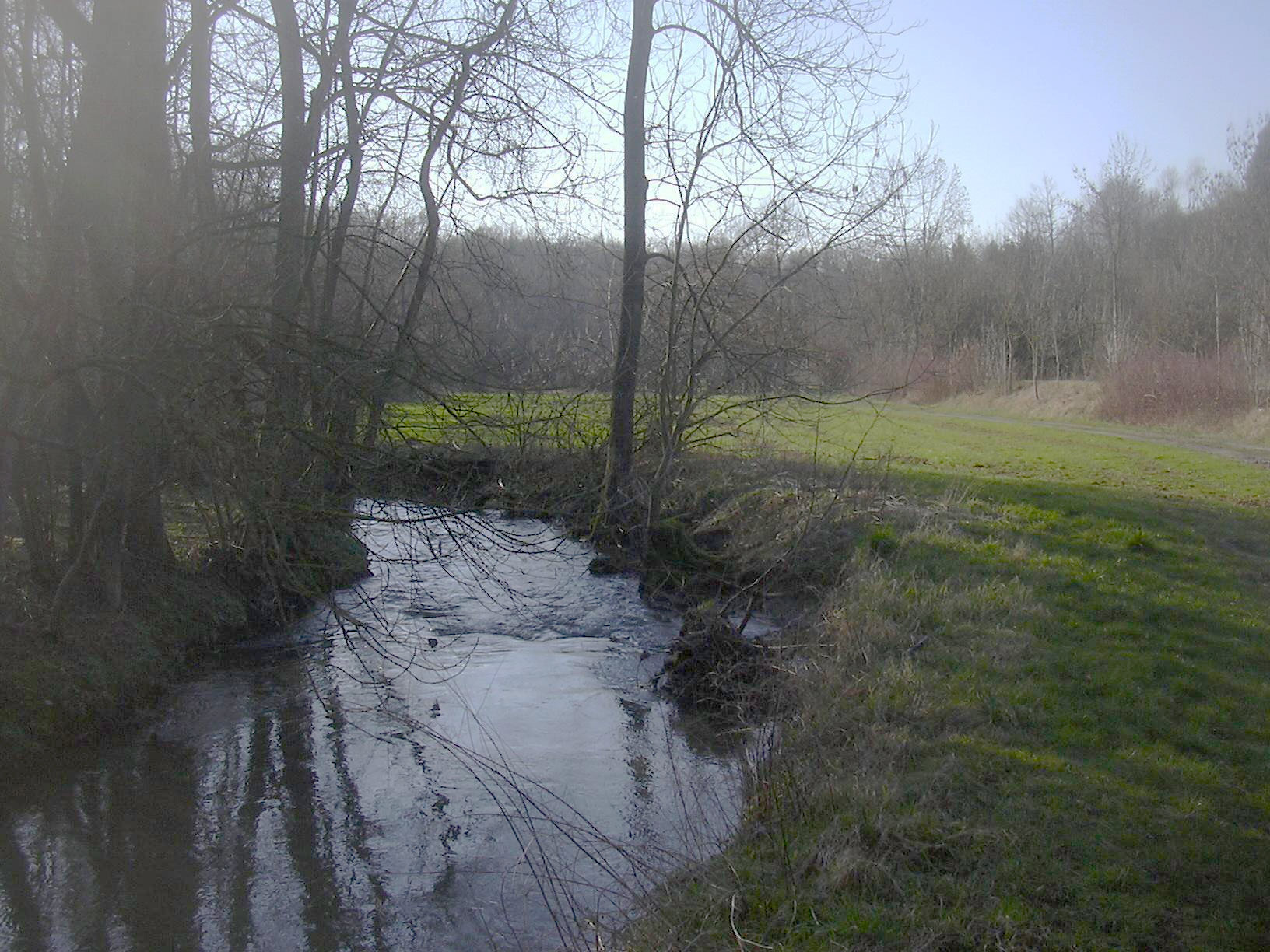
ショツァハ駅近くを流れるショツァハ川

#### ショツァハ
この村は、800年頃に創設された。14世紀までに、他の7つの小集落が荒廃するなか、ショツァハとヴュステンハウゼンは存続した。この村は、この地を流れるショツァハ川と同じ名前で呼ばれた。ショツァハの現存する最初の記録は1213年である。15世紀にこの村はシュトゥルムフェーダー・フォン・オッペンヴァイラーが治める帝国騎士領となり、ヴュルテンベルク領のイルスフェルトやその周辺集落との間で境界紛争が起こった。1548年に帝国高等裁判所は、シュトゥルムフェーダーの訴えを退けた。続いてシュトゥルムフェーダーは、せめて教会については独立させようと試みたが、1624年の三十年戦争で、これも果たせなかった。1659年にショツァハはヴュルテンベルクの租税徴収権下におかれ、再び長い紛争に突入した。1805年、ショツァハは、陪臣化の枠組みのなかで、ヴュルテンベルク領下の独立した村になった。この村はオーバーアムト・ベジヒハイムに属した。オーバーアムト・ベジヒハイムの廃止後、1938年にハイルブロン郡に編入された。1954年から村はイルスフェルトの代表者との共同統治となり、1971年7月1日にイルスフェルトに吸収合併した。

## 行政

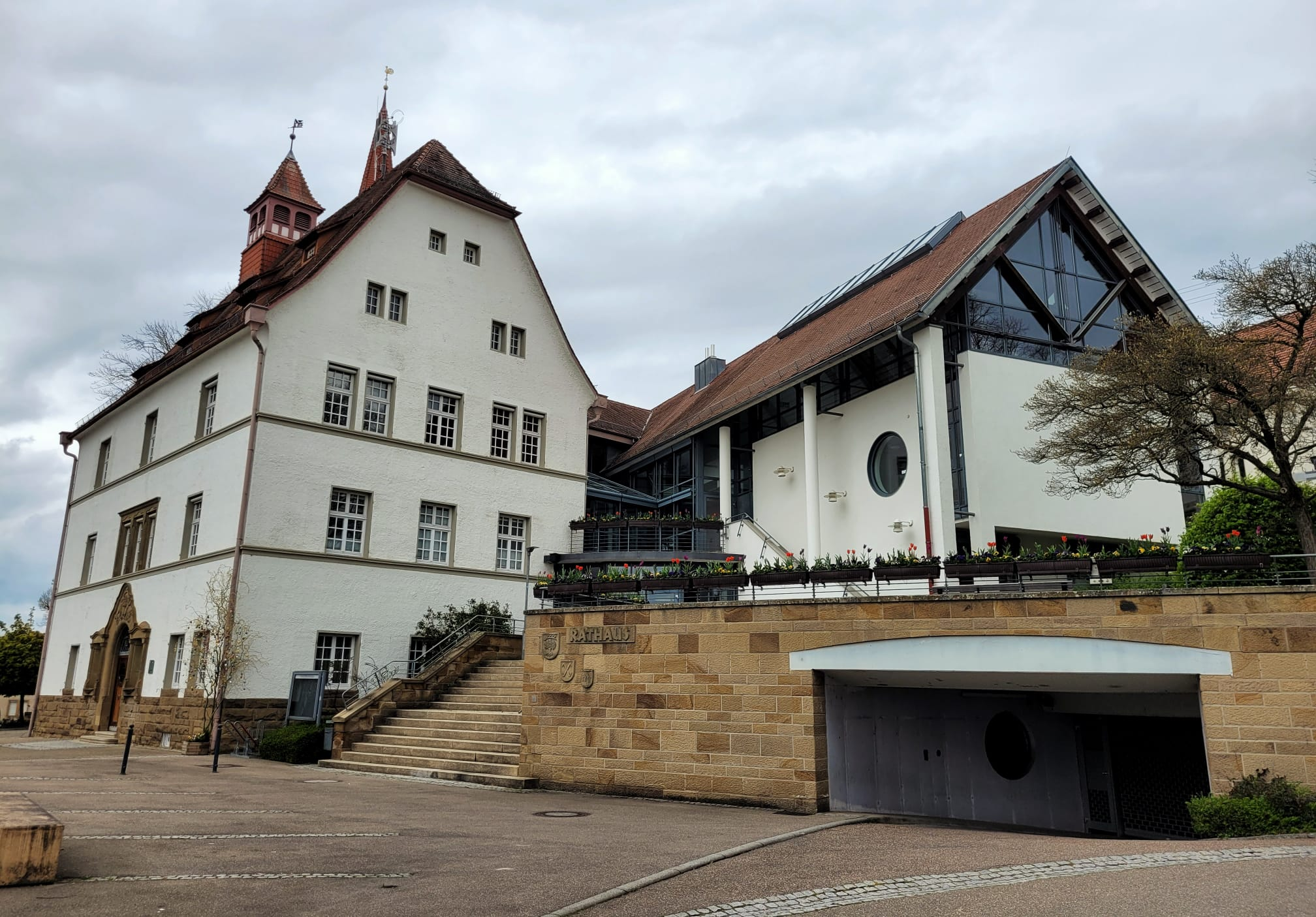
イルスフェルトの町役場

### 議会
イルスフェルトの議会は、22議席からなり、これに議長を務める首長が加わる。

### 紋章と旗
図柄: 銀地。横向きの黒いシカの角の下に、根を張った緑色の木。旗の色は緑 – 白。
木はイルスフェルトを象徴するものである。シカの角は、イルスフェルトがヴュルテンベルク領であったことを示している。両者の組み合わせは、1468年からイルスフェルトの印章に現れる（ただしシカの角の向きが異なっている）。1468年のこの印章は、ヴュルテンベルクで最も古い村の印章であり、村の紋章である。1596年の印章からはシカの角の向きが現在のものと同じになった。16世紀の後半には紋章の色が定められた。アウエンシュタインと合併後の新しい自治体としてのイルスフェルトでも、従来の紋章と旗が引き続き用いられることになった。これらは、1978年1月24日にハイルブロン郡地方行政局の認可を得た。

### 友好都市
- オタリー・セント・メアリー（イギリス、デボン州）
- アウエンシュタイン（スイス、アールガウ州）
- Moşna（ルーマニア）

## 経済と社会資本
イルスフェルトは、ヴュルテンベルク・ワインのヴュルテンベルク・ウンターラント地方ショツァハタール、ヴンネンシュタイン、キルヒェンヴァインベルク地区に属すワイン町である。

### 交通
イルスフェルトは、アウトバーンA81号線（ヴュルツブルク – ゴットマディンゲン）沿いに位置し、インターチェンジも備えている。1899年から1966年までは、ボットヴァールタール鉄道（マールバッハ・アム・ネッカー – ハイルブロン南）がイルスフェルトを経由していた。

### メディア
イルスフェルトでのできごとは、日刊紙 Heilbronner Stimmeの南東部版 (SO)に掲載される。

### 観光
イルスフェルトは、見所の多いヴュルテンベルク・ワイン街道沿いに位置している。

## 観光と見所

### 建築
1904年の大火災後、一連の建築物が、ユーゲントシュティル様式で、再建あるいは新築された。その中には、バルトロメ教会、町役場、幼稚園「ドーラシュティフ」が含まれる。メインストリート沿いには、一見の価値のある木組み建築が並ぶ。
ヘルフェンベルクの高台には、13世紀のヘルフェンベルク城址が遺る。

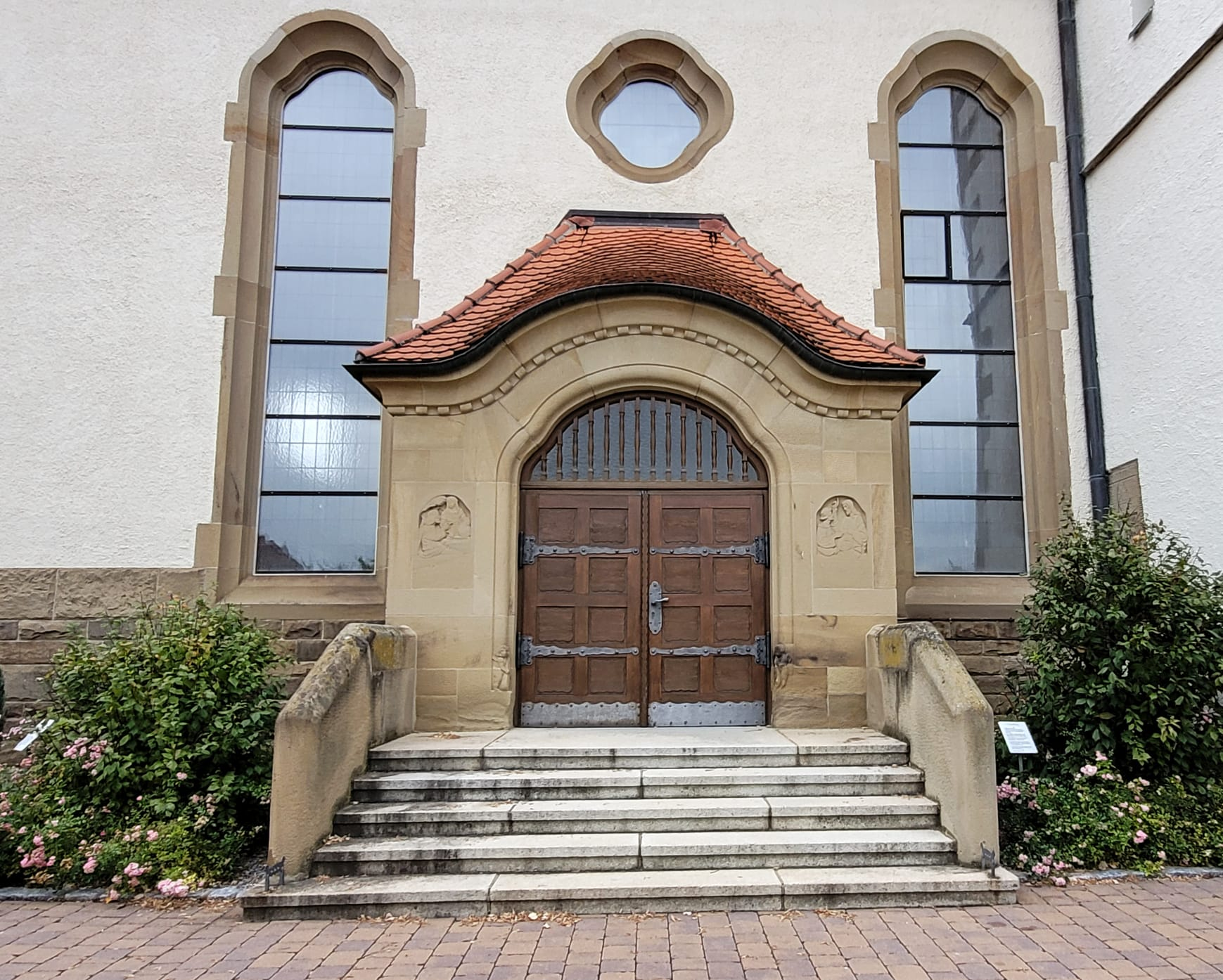
バルトロメ教会の脇玄関
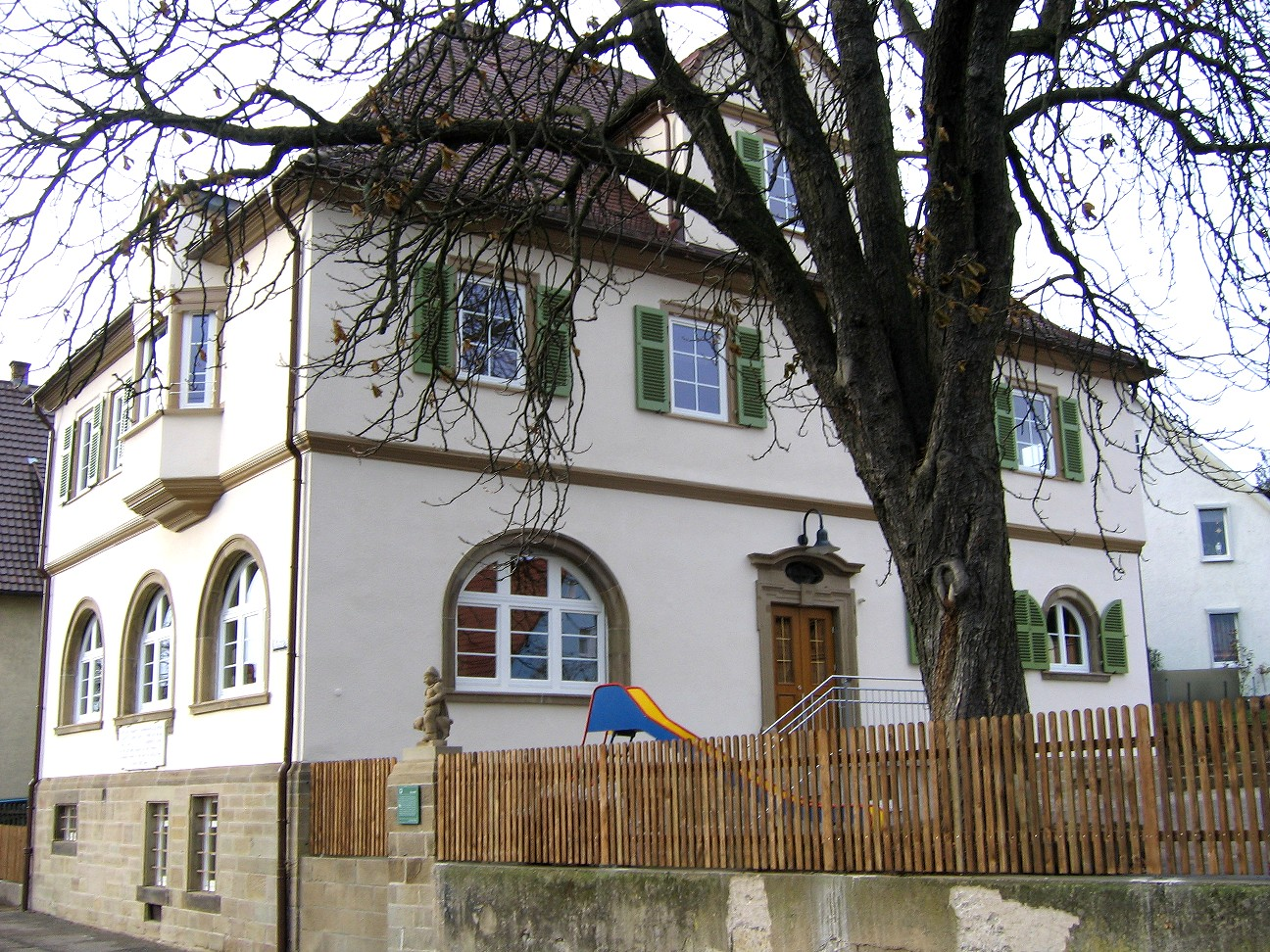
ドーラシュティフ
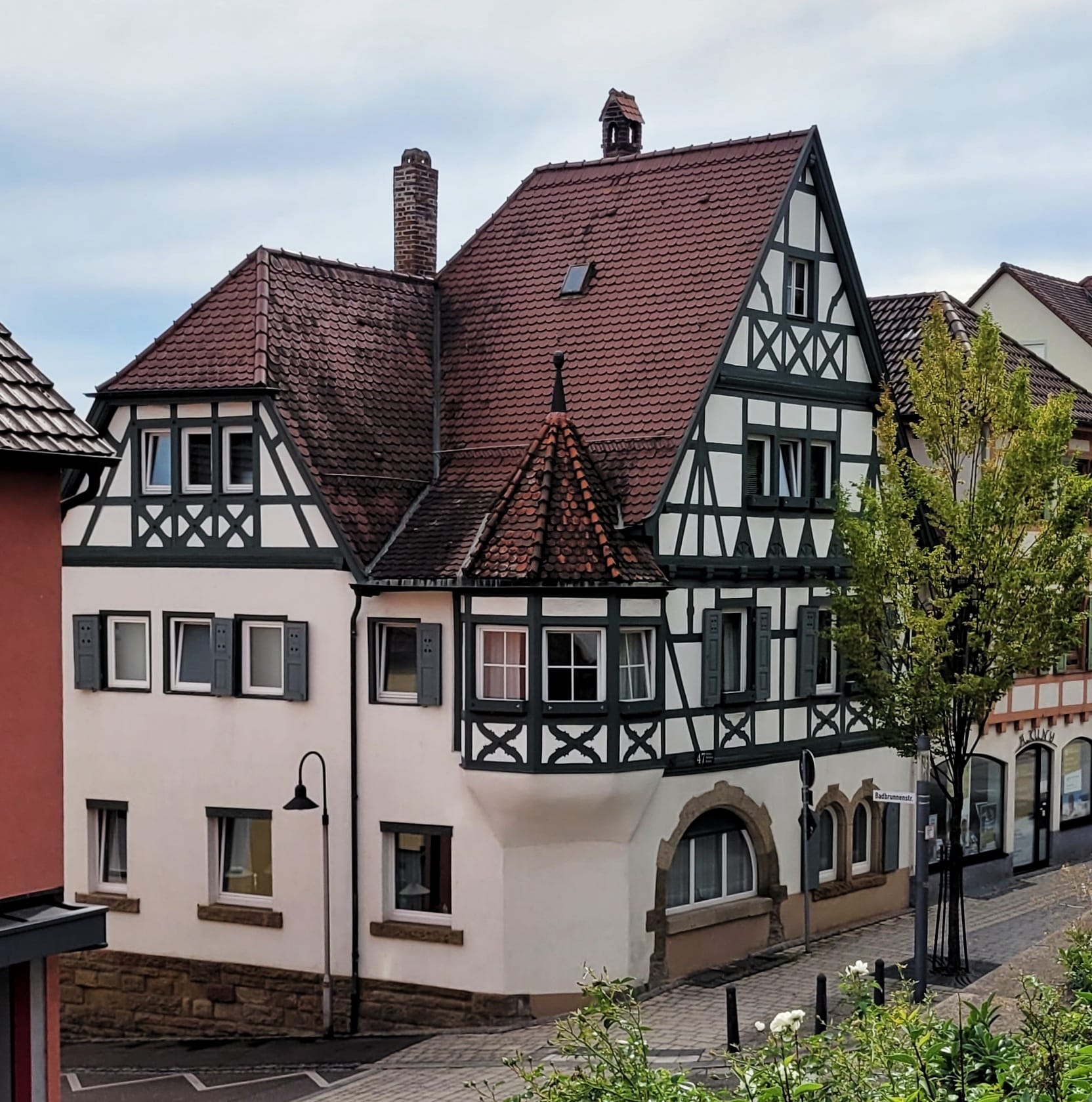
木組み建築のファサード
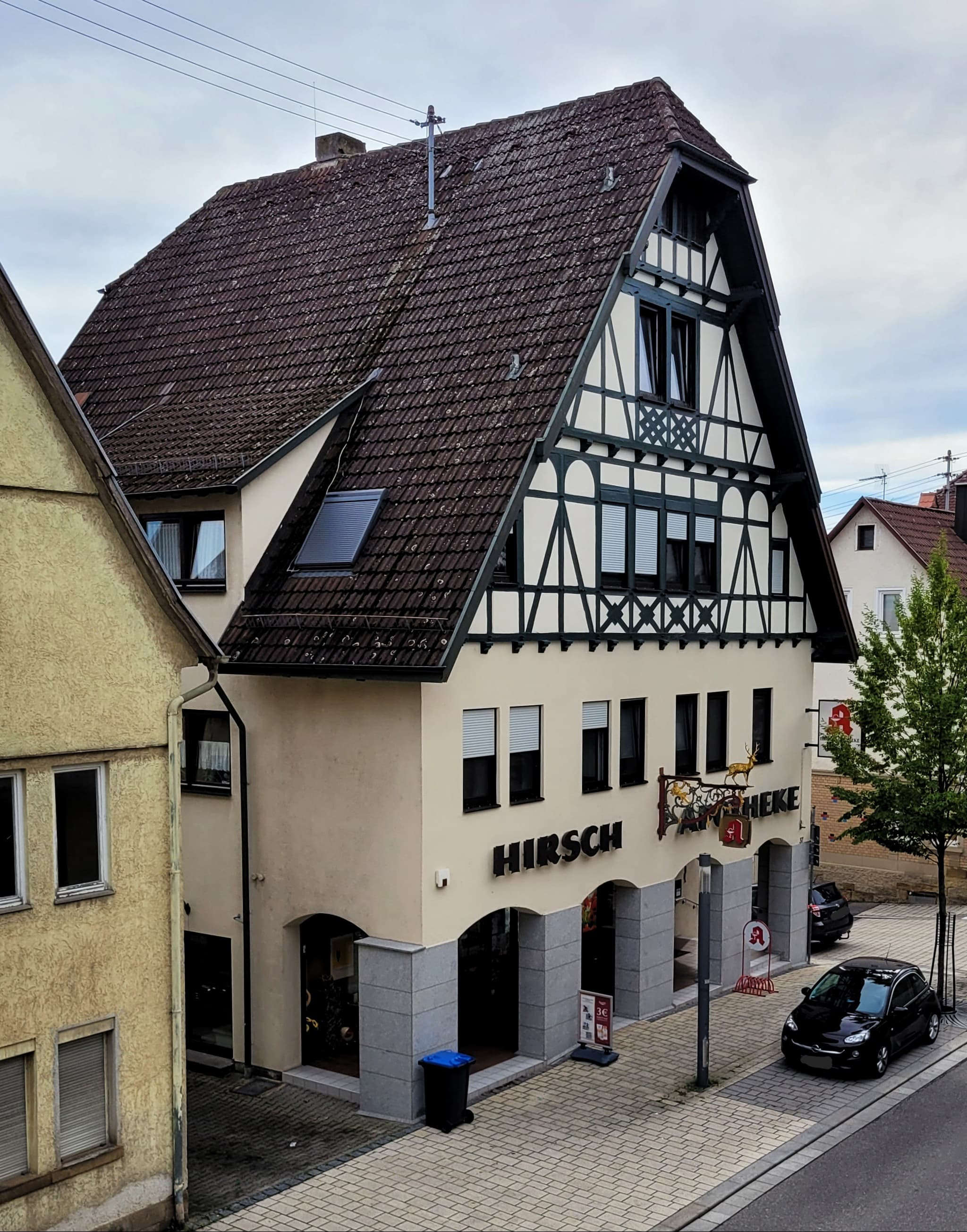
薬局
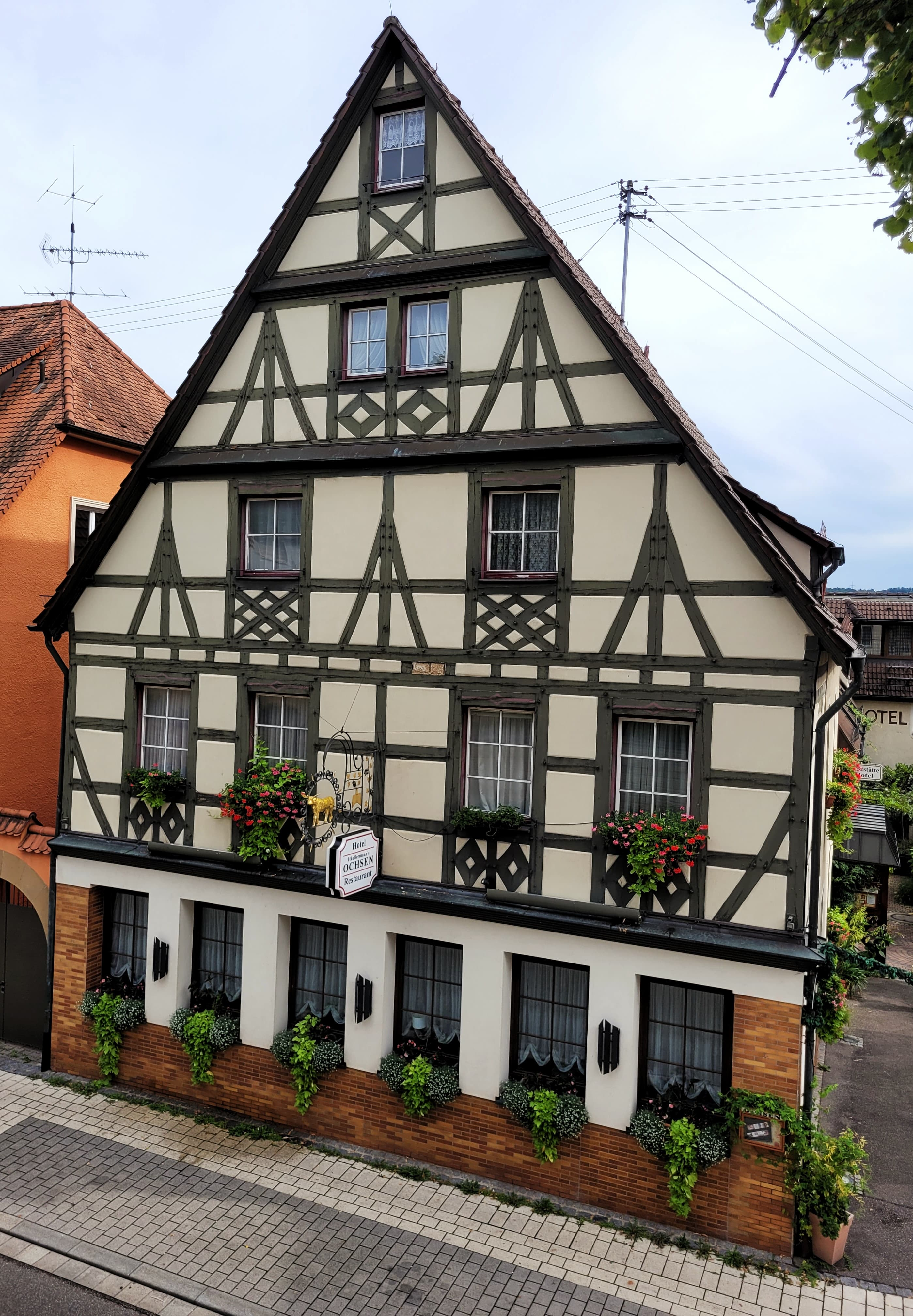
ゲストハウス「オクゼン」
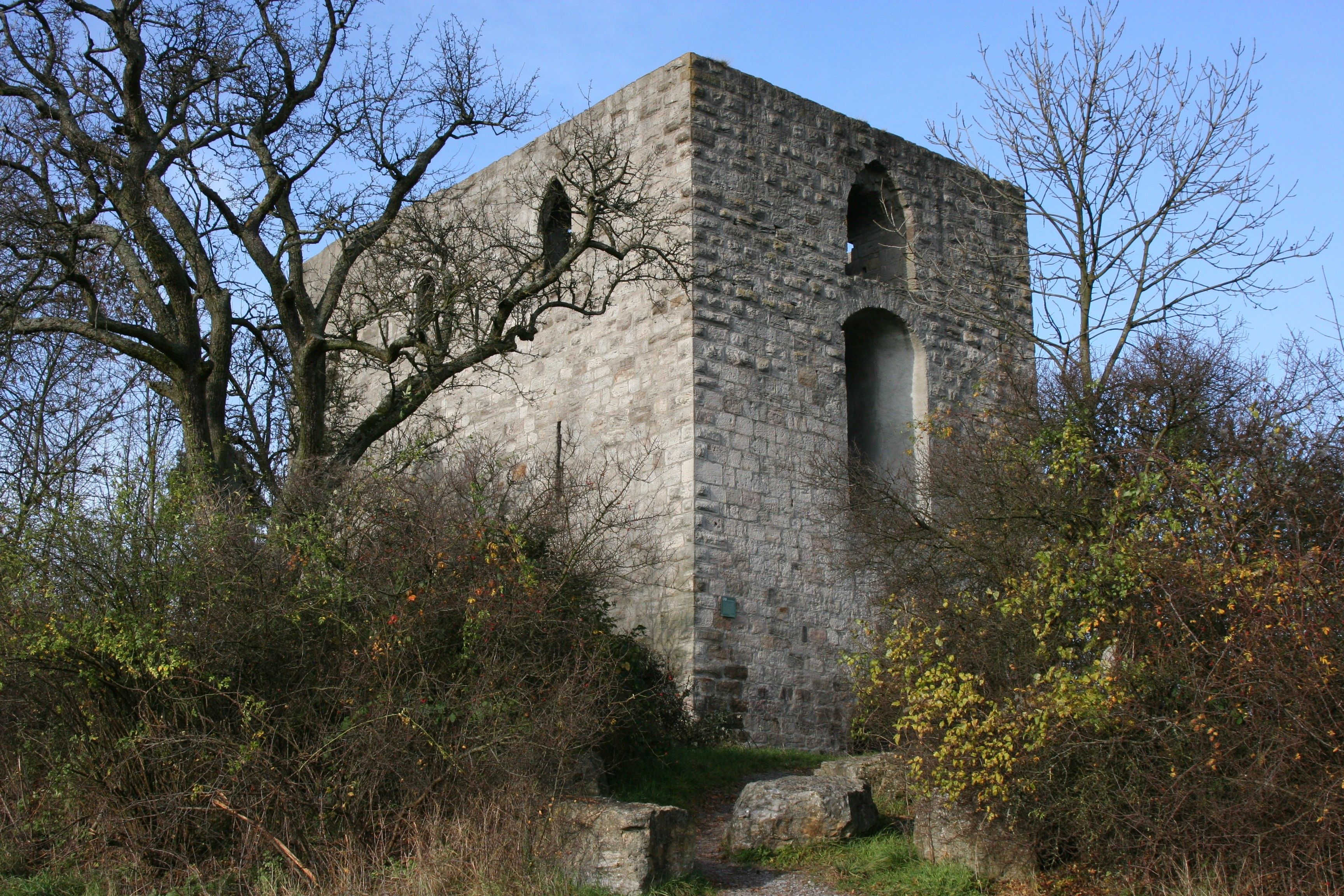
ヘルフェンベルク城址

### スポーツ
イルスフェルトには、屋外プールがある。屋外プールの隣には、テニスクラブ「Grün-Weiß」があり、多くのテニスコートやクラブハウスがある。
スポーツクラブ・イルスフェルト (SCI)では、バドミントン、サッカー、柔道、空手、陸上競技、卓球、体操、バレーボールのチームがある。

## 人物

### 出身者
- ヨハン・ゲイリンク（1495年 – 1559年）ルター派神学者、牧師
- エルンスト・トルンプ（1828年 – 1885年）プロテスタント神学者、オリエント主義者
- アルフレート・アグスター（1858年 – 1904年）帝国議会議員

### その他のゆかりの人物
- フェルディナント・フォン・シュタインバイス（1807年 – 1893年）経済政策立案者
- ローター・シュペート（1937年 - ）バーデン＝ヴュルテンベルク州首相（1978年 – 91年）

## 引用と脚注
1. ↑  Statistisches Landesamt Baden-Württemberg – Bevölkerung nach Nationalität und Geschlecht am 31. Dezember 2023 (CSV-Datei)
2. ↑  Wolfgang Ott: Das Hilfswerk nach dem Brand und der Wiederaufbau von Ilsfeld nach den Jahren 1904–1906. In: Ilsfeld in Geschichte und Gegenwart. Gemeinde Ilsfeld, Ilsfeld 1989. S. 181.
3. ↑  Lesebuch für die evangelischen Volksschulen Württembergs. Ausgabe 1932. Zitiert nach: Ilsfeld in Geschichte und Gegenwart, S. 179f.
4. ↑  紋章と旗の項の出典:
Heinz Bardua: Die Kreis- und Gemeindewappen im Regierungsbezirk Stuttgart. Theiss, Stuttgart 1987, ISBN 3-8062-0801-8 (Kreis- und Gemeindewappen in Baden-Württemberg, 1). S. 80
Eberhard Gönner: Wappenbuch des Stadt- und des Landkreises Heilbronn mit einer Territorialgeschichte dieses Raumes. Archivdirektion Stuttgart, Stuttgart 1965 (Veröffentlichungen der Staatlichen Archivverwaltung Baden-Württemberg, 9). S. 99